# Wim Bary

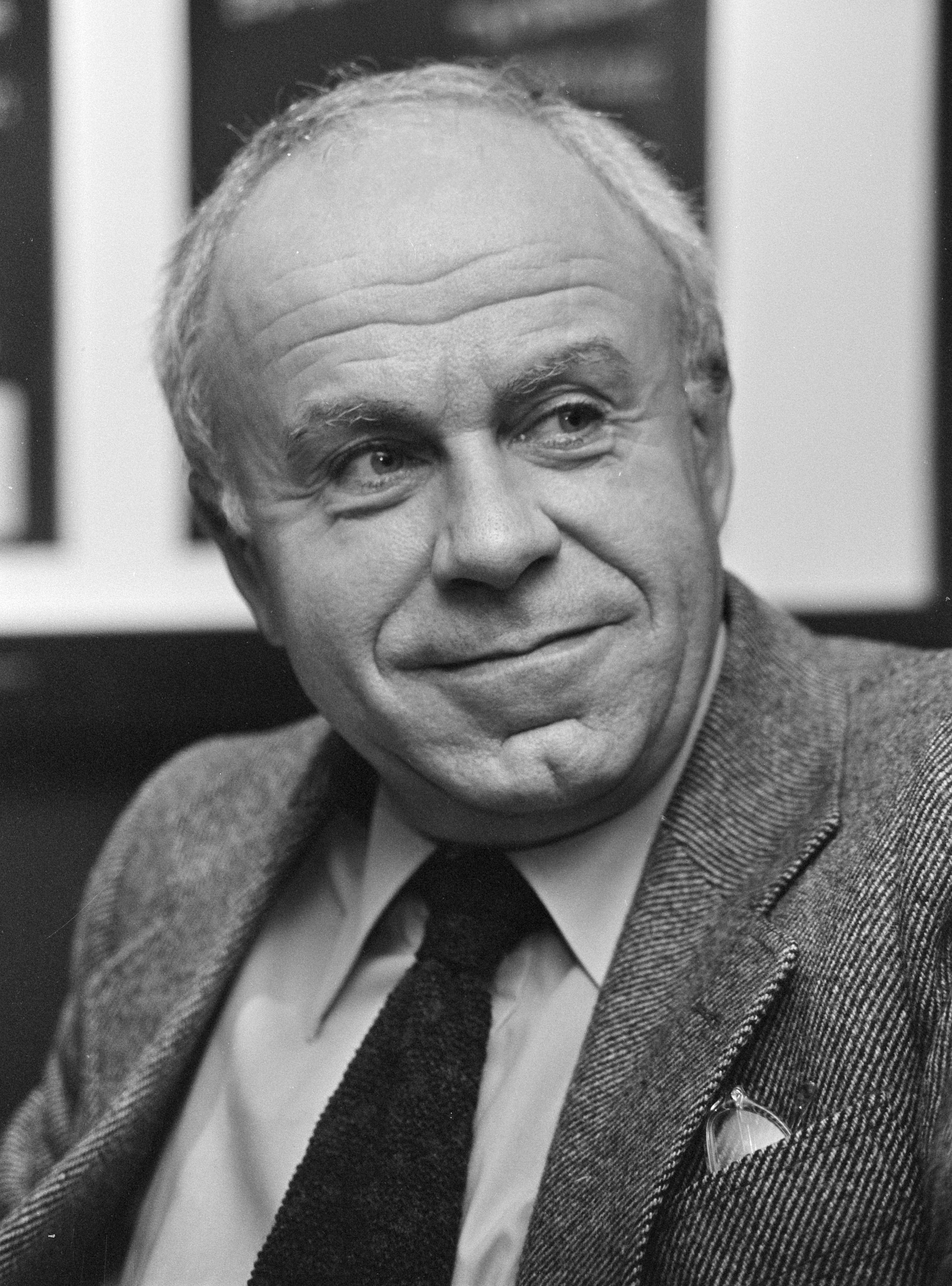
Wim Bary in 1980

Wilhelm Henri Josef (Wim) Bary (Leeuwarden, 13 januari 1929 – Amstelveen, 7 november 2010) was een Nederlands acteur, regisseur en theaterdirecteur.
Wim Bary kreeg toneellessen van Jan Musch en Eduard Verkade en speelde van 1951 tot 1953 bij gezelschappen als de Nederlandse Comedie en het Nederlands Volkstoneel. Vanaf 1952 regisseerde hij televisiespelen bij de KRO en trad hij op als voordrachtskunstenaar. Ook werd hij docent aan de Toneelacademie Maastricht.
In maart 1961 werd hij benoemd tot directeur van de Stadsschouwburg in Tilburg. In 1966 stapte hij over naar de Maastrichtse schouwburg; in de periode 1974-1985 was hij directeur van het Cultureel Centrum in Amstelveen. 
Bary richtte de Stichting Aanmoedigingsfonds voor de Kunsten op, die prijzen uitreikte aan jonge podiumkunstenaars. Later werd de stichting ondergebracht bij het Prins Bernhard Cultuurfonds onder de naam Wim Bary Fonds. Sinds 2011 wordt iedere twee jaar het Wim Bary Stipendium uitgereikt.
Hij overleed in 2010 op 81-jarige leeftijd in Amstelveen.

## Laureaten Wim Bary Stipendium
- 2021: Janne Sterke
- 2019: Lowie van Oers
- 2017: Sytze Schalk
- 2015: Daria Bukvić
- 2013: Schippers&VanGucht
- 2011: Tabea Martin

Huidig (anno 2022):
Luc Appermont · Cara Cobbaert · Anja Daems · Sandra Deakin · Karolien Debecker · Kim Debrie · Peter De Groot · Lars De Groote · Guy De Pré · Chris Dusauchoit · Dirk Ghijs · Peter Hermans · Wouter Landuyt · Filip Ledaine · Daan Masset · Caren Meynen · Sven Pichal · Marc Pinte · Harald Scheerlinck · Siska Schoeters · Benjamien Schollaert · Showbizz Bart · Sharon Slegers · Jo Van Damme · Niels Vandeloo · Sonny Vanderheyden · Cathérine Vandoorne · Christel Van Dyck · Ruben Van Gucht · Iris Van Hoof · Vanessa Vanhove · Britt Van Marsenille · David Van Ooteghem · Peter Verhulst · Dirk Vlaeyen · Pascal Vranckx · Albrecht Wauters
Voormalig:
Luk Alloo · Johan Anthierens · Nand Baert · Erik Baeyens · Wim Bary · Jos Baudewijn · Flor Berckenbosch · Marcel Beerten · Wilfried Bertels · Marc Brillouet · Els Broeckmans · Fred Brouwers · Edwin Brys · Ro Burms · Walter Capiau · Annemie Coppieters · Harry Creemers · Karel Daerden · Christoff · Conny De Boos · Hein Decaluwé · Jessie De Caluwe · Jo met de Banjo · Gust De Coster · Martin De Jonghe · Paula De Meulder · Els De Vuyst · Frank Dingenen · Michel Follet · Jacky Geerts · Jos Ghysen · Margriet Hermans · Irene Houben · Michel Ilsen · Rita Jaenen · Chris Jonckers · Tante Kaat · Luk de Laat · Jo Leemans · Leki · Kathy Lindekens · Kris Luyten · Micha Marah · Betty Mellaerts · Kaat Mendonck · Freek Neirynck · Line Ooms · Sven Ornelis · Katrien Palmers · Gerard Pollet · Julien Put · Hugo Raspoet · Niko Reynaert · Luk Saffloer · Karel Segers · Lennart Segers · Lutgart Simoens · Rudi Sinia · Dirk Somers · Dré Steemans · Jan Theys · Gene Thomas · Wiet Van Broeckhoven · Marc Van den Hoof · Dieter Vandepitte · Karin Van den Berghe · Thomas Van der Spiegel · Kurt Van Eeghem · Wim Van Gansbeke · Els Van Herzeele · Ilse Van Hoecke · Bert Van Molle · Jan Van Rompaey · Paula Van Wilder · Louis Verbeeck · Karel Vereertbruggen · Herwig Verhovert · Luc Verschueren · Johan Verstreken · Tom Vossen · Eddy Wally · Niels William · Edwin Ysebaert · Zaki
- International Standard Name Identifier: 0000 0000 3315 1340
- Library of Congress Control Number: n91098835
- Nederlandse Thesaurus van Auteursnamen: 073688592
- Virtual International Authority File: 31180114
- WorldCat: E39PBJB8wvMQPXtGhyhrxQryVC